# Neuvy-Saint-Sépulchre
Neuvy-Saint-Sépulchre is een gemeente in het Franse departement Indre (regio Centre-Val de Loire). De plaats maakt deel uit van het arrondissement La Châtre. Neuvy-Saint-Sépulchre telde op 1 januari 2022 1.657 inwoners.

## Geografie
De oppervlakte van Neuvy-Saint-Sépulchre bedroeg op 1 januari 2022 35,11 vierkante kilometer; de bevolkingsdichtheid was toen 47,2 inwoners per km².

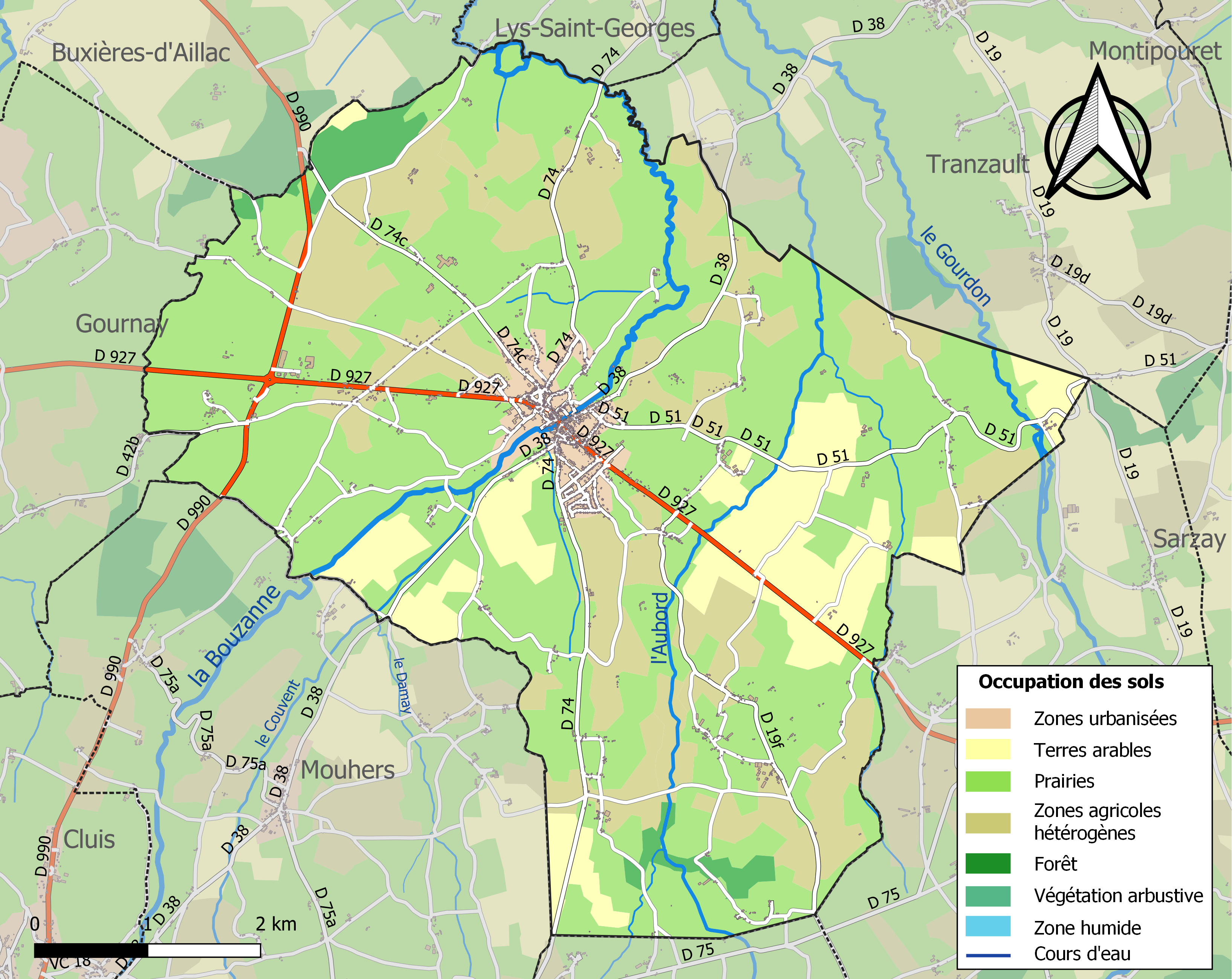
Kaart van de gemeente met belangrijkste infrastructuur, bodemgebruik en omliggende gemeenten

## Demografie
Onderstaande figuur toont het verloop van het inwonertal (bron: INSEE-tellingen).